# Signorolo Omodei
Signorolo Omodei, latinizzato come Signorolus de Homodeis (Milano, 1308 – Vercelli, 11 giugno 1371), è stato un giurista italiano.

## Biografia

Consilia, 1521

A volte fu erroneamente indicato con il nome di Signorello o Signorino, nome in realtà del figlio, anch'egli giurista.
Nacque nei primi anni del Trecento da Giovanni, membro del Gran Consiglio di Milano nel 1340.
Studiò a Bologna con Raniero da Forlì e Iacopo Buttrigario; studiò anche diritto canonico, dato che era iuris utriusque doctor.
Entrò nel collegio dei giureconsulti di Milano nel 1330.
Come indicato nel proemio degli statuti del 1351, fu tra i cittadini chiamati da Giovanni Visconti a rivedere il testo prima della sua promulgazione; egli è l'unico che ci sia noto per la sua attività didattica e il solo di cui siano note altre opere.
Nel 1362 lasciò il collegio dei giureconsulti di Milano, probabilmente per le lunghe assenze dovute all'attività di insegnamento in diverse città italiane. Egli infatti nel 1338 occupava la cattedra in Digesto novo a Bologna e nel 1340 leggeva in ordinariis a Vercelli; fu poi a Pisa in ordinaria vespertina (1340-1343), per poi tornare a Bologna al Digesto novo nel 1343.
Il 13 aprile 1361 fu fondata l'Università di Pavia e nell'ottobre di quell'anno iniziarono almeno le lezioni di medicina e di Giurisprudenza. Stando a Uberto Decembrio (De republica) egli era uno dei docenti presenti. Nell'ottobre 1365 era sicuramente a Pavia come docente di Digestum vetus.
Probabilmente intorno al 1360 fu nominato conte palatino, titolo presente in diverse sue sottoscrizioni (doctor miles et comes palatinus).
Insegnò sicuramente anche a Padova, ma non si hanno indicazioni sul periodo.
Tornò infine ad insegnare a Vercelli, dove morì. Fu sepolto nel chiostro di S. Paolo e il suo sepolcro era ancora visibile all'inizio del XVII sec.; vi era ritratto nell'atto di leggere ai suoi scolari.
Ebbe tre figli: Tommaso, Signorolo (anch'egli giurista indicato anche come Bonsignorio o Signorello o Signorino) e Giovanni.

## Opere

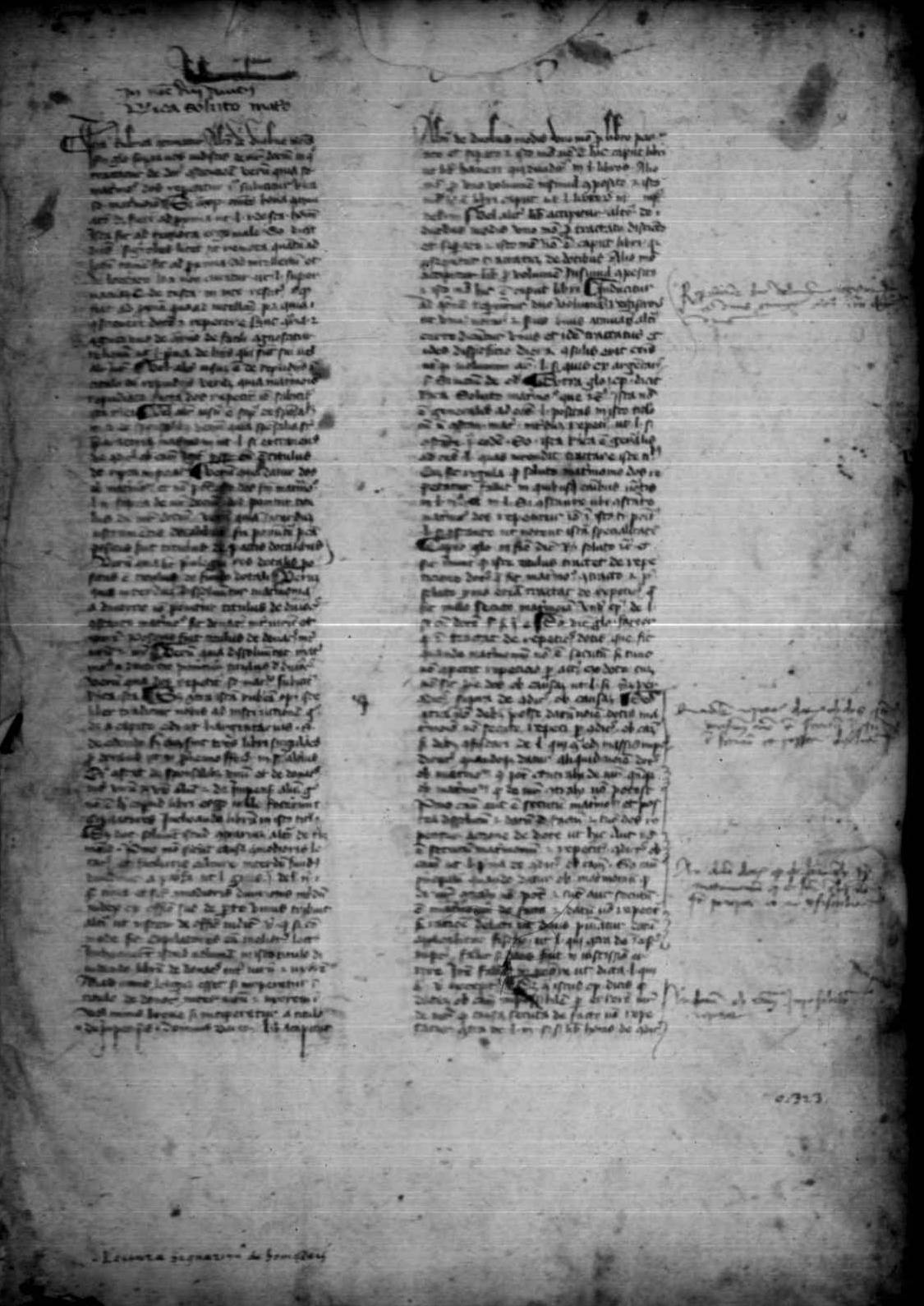
Lecturae iuris civilis, manoscritto, XIV secolo. Milano, Biblioteca Ambrosiana, Fondo manoscritti, ms. D 540 inf.

- Consilia ac questiones, a stampa nel 1497 (Milano, Ulderico Scinzenzeler), 1521 (Milano, Io. Angelo Scinzenzeler), 1535 (Lione, Ioannem Moylin), 1549 (Lione, apud hæredes Iacobi Giuntæ).

### Edizioni
- (LA) Consilia, Milano, Giovanni Giacomo Da Legnano & fratelli per Ulrich Scinzenzeler, 1521.

### Manoscritti
- Lecturae iuris civilis, XIV secolo, Milano, Biblioteca Ambrosiana, Fondo manoscritti, ms. D 540 inf.